# Химический сон
«Химический сон» — третий студийный альбом рок-группы «Маврик», вышедший в 2001 году.
Альбом стал этапным в истории группы. Альбом отличает новое звучание и высокое качество записи. С выходом этого альбома группа меняет название на «Сергей Маврин». Сам Сергей Маврин изначально хотел дать группе отвлечённое от чьих-либо фамилий название, например — «Стая». Но для раскрутки никому не известного имени группы требуется очень много средств. Даже под названием «Маврик», выпускающие компании стремились дописать «экс-Ария», что противоречило индивидуальности коллектива. Окончательное решение о смене названия группа приняла по совету фирмы Irond, выпускающей новый альбом.
Три песни с этого альбома появились совершенно необычным для Маврина образом: впервые он писал музыку к готовым текстам. Среди них была и заглавная — «Химический Сон». Свой вклад в написание музыки, внёс и Юрий Алексеев, сочинив риф, из которого выросла песня «Мираж», и написавший в соавторстве с Мавриным музыку на текст «Прорвёмся!». Большинство текстов принадлежат Маргарите Пушкиной, тексты к песням «Слушай, человек!», «На осколках веры» и «С новым веком…» написаны самим Сергеем Мавриным.

## Список композиций
| №  | Название              | Музыка                  | Слова          | Длительность |
| -- | --------------------- | ----------------------- | -------------- | ------------ |
| 1  | Слушай, человек!      | С.Маврин                | С.Маврин       | 1:19         |
| 2  | Хранитель             | С.Маврин                | М.Пушкина      | 4:04         |
| 3  | Мираж                 | Ю. Алексеев, С.Маврин   | М.Пушкина      | 6:00         |
| 4  | На осколках веры      | С.Маврин                | С.Маврин       | 5:31         |
| 5  | Химический сон        | С.Маврин                | М.Пушкина      | 5:47         |
| 6  | Пусть настанет завтра | С.Маврин                | М.Пушкина      | 4:07         |
| 7  | Прорвёмся!            | Ю.Алексеев, С.Маврин    | М.Пушкина      | 4:15         |
| 8  | Вчера                 | С.Маврин                | (инструментал) | 3:25         |
| 9  | Заклинание            | С.Маврин                | М.Пушкина      | 7:20         |
| 10 | С новым веком…        | (американская народная) | С.Маврин       | 1:26         |
| 11 | Одиночество           | С.Маврин                | М.Пушкина      | 3:11         |

## Участники записи

### Группа «Маврин»
- Артём Стыров — вокал.
- Сергей Маврин — гитара, клавишные.
- Юрий Алексеев — ритм-гитара.
- Алексей Харьков — бас-гитара.
- Александр Карпухин — ударные.

### Приглашённые участники
- Ольга Дзусова — вокал (9).